# Fred Lawrence
Fred Lawrence (1895 – 1956) è stato un giocatore di snooker britannico.

## Carriera
Fred Lawrence ha disputato sei edizioni del Campionato mondiale di snooker, nelle quali ha raggiunto una finale, persa per 16-13 per mano di Joe Davis nel 1928, ed altrettante due semifinali nei seguenti due anni.

## Risultati
In questa tabella sono riportati i risultati nei tornei di snooker in cui Fred Lawrence ha partecipato.
| Competizione                 | Edizione           | Risultato          | Vincite | Century breaks | Maximum breaks | Miglior break |
| ---------------------------- | ------------------ | ------------------ | ------- | -------------- | -------------- | ------------- |
| Campionato mondiale          | 1927               | Quarti di finale   | £0      | 0              | 0              | ?             |
| Campionato mondiale          | 1928               | Finale             | £0      | 0              | 0              | ?             |
| Campionato mondiale          | 1929               | Semifinali         | £0      | 0              | 0              | ?             |
| Campionato mondiale          | 1930               | Semifinali         | £0      | 0              | 0              | 52            |
| Campionato mondiale          | 1946               | Turno 1            | £0      | 0              | 0              | ?             |
| Campionato mondiale          | 1947               | Turno 2            | £0      | 0              | 0              | ?             |
| Totale (Campionato mondiale) | 6 partecipazioni   | 6 partecipazioni   | £0      | 0              | 0              | 52            |
| Totale carriera              | 6 tornei disputati | 6 tornei disputati | £0      | 0              | 0              | 52            |

## Finali perse
| Tripla Corona | 1 |
| Totale        | 1 |

| Competizione        | Edizione | Avversario | Note  |
| Campionato mondiale | 1928     | Joe Davis  | [ 3 ] |